# Minaria abortiva
Minaria abortiva là một loài thực vật có hoa trong họ La bố ma. Loài này được (E.Fourn.) Rapini mô tả khoa học đầu tiên năm 2006.